# Ramón Ortiz de Zárate
Ramón Ortiz de Zárate y Martínez de Galarreta (Arriola, 22 de marzo de 1817-Vitoria, 12 de agosto de 1883) fue un jurista, publicista y político español, de ideología fuerista y, más tarde, tradicionalista.

## Biografía

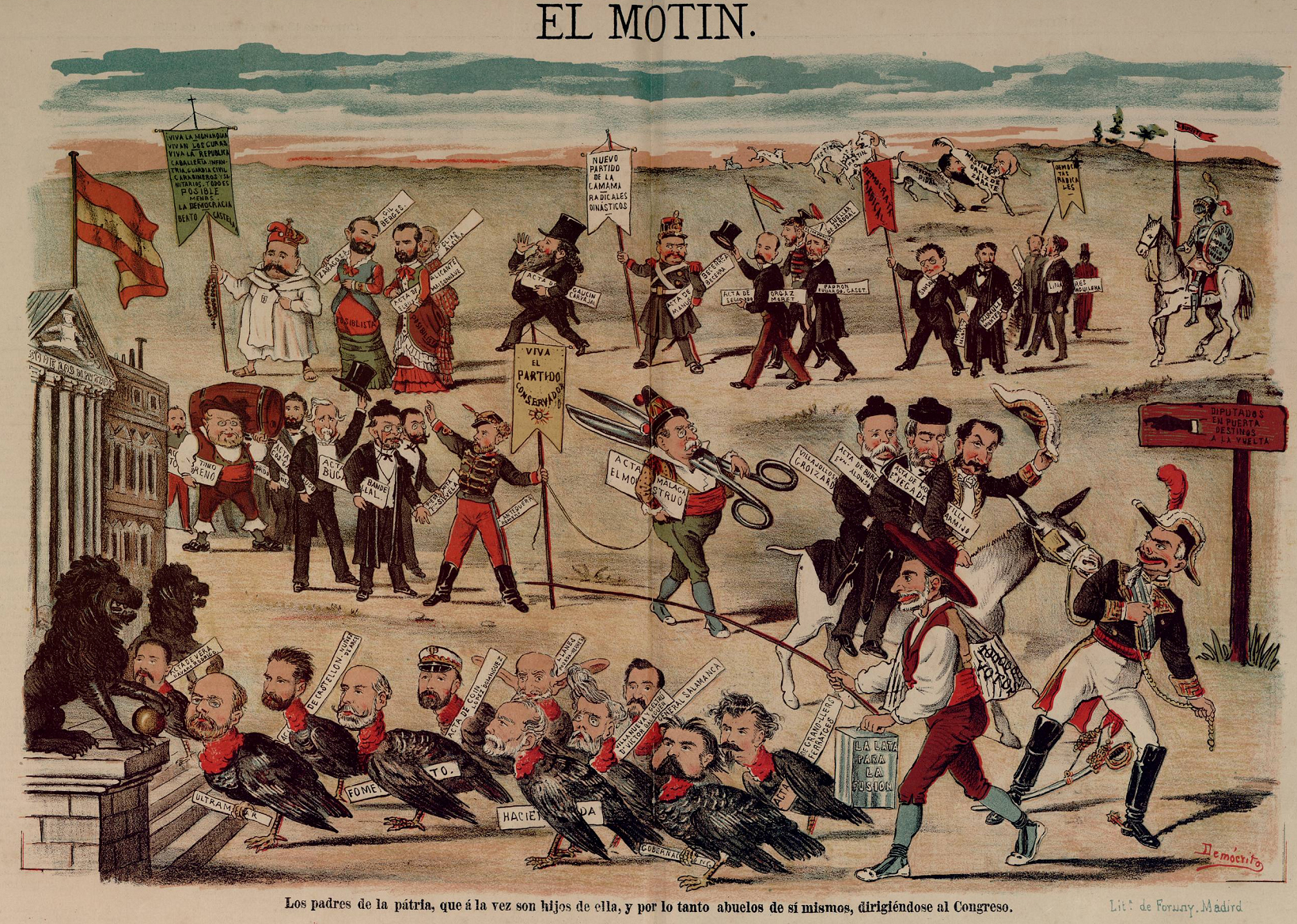
Caricatura en El Motín de las Cortes de 1881, al fondo aparece Ortiz de Zárate caricaturizado como un mastín, peléandose con Alejandro Pidal y Mon, caracterizado como un perro con la leyenda «mestizo» en su lomo. Esto hace referencia al conflicto de la época entre carlistas y mestizos; este último era un vocablo despectivo usados por los primeros para denominar a los católicos que simpatizaban con el proyecto de la Unión Católica, fundada por Pidal y Mon en 1881, una organización política católica que planteaba una integración en el sistema de la Restauración.

Nacido en la localidad de Arriola el 22 de marzo de 1817 en el seno de una familia ilustre y noble, hidalga hacendada alavesa, era hijo primogénito de Bruno Ortiz de Zárate —que más adelante defendería el bando isabelino durante la primera guerra carlista— y Magdalena Martínez de Galarreta. Tras iniciar su educación en las provincias vascongadas, pasando por la Universidad de Oñate, estudió los últimos cursos de la carrera de Leyes en la Universidad de Zaragoza y en la Central de Madrid, obteniendo el título de abogado en 1841. Con sólo veinticuatro años de edad publicó su Análisis histórico-crítico de la Legislación española, del que se llegaron a sacar tres ediciones. Se recibió de abogado en la Audiencia de la Corte el 23 de junio de 1841. Volvió a Vitoria donde abrió su bufete y se incorporó al Colegio de Abogados el 16 de agosto de 1841; posteriormente entró en los colegios de Bergara y Durango. En 1845 ejerció como consejero provincial en Álava y en 1848 fue nombrado procurador síndico general del Ayuntamiento de Vitoria. Fue miembro del partido tradicionalista.
En la década siguiente obtuvo un escaño de diputado a Cortes por la provincia de Álava en 1858 —distrito de Laguardia—, que revalidaría en 1863, 1864, 1865, 1867, 1869, 1872 y 1881 —distrito de Vitoria, con los carlistas—. En noviembre de 1861 había sido nombrado además diputado general de Álava, cargo que ejerció hasta 1864. Defensor de los fueros vascongados y opuesto a la libertad de culto, tras la Revolución de 1868 ingresó en la Comisión Católico-Monárquica. Siendo diputado en Cortes caía gravemente enfermo, quedando paralítico tras un ataque en plena Cámara. Falleció el 12 de agosto de 1883 en Vitoria. Desde 1890, tiene dedicada una calle de aquella ciudad.
Jurista, publicista y político de ideología fuerista, Ortiz de Zárate se vincularía más tarde al movimiento carlista. A lo largo de su vida colaboró en publicaciones como El Museo de las Familias, El Labrador —usó el pseudónimo «Bizarrak»—, La España, El Eco del Comercio, La Reforma, El Historiador, La Prensa, El Heraldo, El Tribuno, El Boletín del Comercio, Irurac-bat, El Imparcial Telegráfico, El Mensajero, El Labrador, La Luneta, Revista Científica y Literaria, Biblioteca de Literatura, Moral, Ciencias y Artes. La Esmeralda, Los Hijos de Eva, El Lirio, El Alavés, Gaceta de los Tribunales, Revista Jurídico-administrativa, El Faro Nacional, La Themis, El Euskalduna, La Esperanza, Semanario Vasco-navarro, El Porvenir Alavés, El Fuerista, Laurac-bat, El País Vasco-navarro, La Euskalerria, Revista de Bellas Artes, La Unión Vasco-Navarra, El Betibat y El Gorbea, entre otros. Fue autor de obras como Análisis histórico-crítico de la Legislación española (1844) y Compendio foral de la provincia de Álava (1858), entre otras.